# Yōsuke Kubozuka
Yōsuke Kubozuka (窪塚洋介?, Kubozuka Yōsuke; Yokosuka, 7 maggio 1979) è un attore e modello giapponese.

## Biografia
Ha iniziato la sua carriera come modello per molte riviste e pubblicità televisive, prima d'iniziare a lavorare come attore, dove ha debuttato nel 1995 nella 1ª serie di Kindaichi shōnen no jikenbo. Nel 1998 è stato uno dei protagonisti del dorama Great Teacher Onizuka, ispirato all'omonimo manga, dove ha interpretato la parte dello studente liceale Kikuchi.
Nel 2000 in Ikebukuro West Gate Park ha svolto il ruolo di protagonista; l'anno successivo assieme a Hideaki Takizawa ha recitato in Strawberry on the Shortcake. A partire dal 2001, col film Go (che racconta la storia d'amore d'u ragazzo coreano che risiede in Giappone) si volge decisamente al cinema: da allora in poi è stato protagonista di una serie considerevole di pellicole.

### Vita privata
È sposato e ha un figlio.

## Filmografia

### Cinema
- Midori, regia di Ryuichi Hiroki (1996)
- Takkyû onsen, regia di Gen Yamakawa (1998)
- Tomie: Replay, regia di Tomijiro Mitsuishi (2000)
- Oboreru sakana, regia di Yukihiko Tsutsumi (2001)
- Go, regia di Isao Yukisada (2001)
- Laundry, regia di Jun'ichi Mori (2002)
- Ping Pong (Pinpon), regia di Fumihiko Sori (2002)
- Keimusho no naka, regia di Yôichi Sai (2002)
- Kyoki no sakura, regia di Kenji Sonoda (2002)
- Makai tenshô, regia di Hideyuki Hirayama (2003)
- Tobi ga kururi to, regia di Kenji Sonoda (2005)
- Onaji tsuki wo miteiru, regia di Kenta Fukasaku (2005)
- Song shu zi sha shi jian, regia di Mi-sen Wu (2006)
- Ore wa, kimi no tame ni koso shini ni iku, regia di Taku Shinjô (2007)
- Ichi, regia di Fumihiko Sori (2008)
- Maboroshi no Yamataikoku, regia di Yukihiko Tsutsumi (2008)
- Pandora no hako, regia di Masanori Tominaga (2009)
- Tôkyô-jima, regia di Makoto Shinozaki (2010)
- Yukizuri no machi, regia di Junji Sakamoto (2010)
- Himizu, regia di Sion Sono (2011)
- Monsutâzu kurabu, regia di Toshiaki Toyoda (2011)
- Ugly, regia di Yoshihiro Hanno e Kensaku Kakimoto (2011)
- Genji monogatari: Sennen no nazo, regia di Yasuo Tsuruhashi (2011)
- Helter Skelter (Herutâ sukerutâ), regia di Mika Ninagawa (2012)
- Ji ekisutorîmu sukiyaki, regia di Shirô Maeda (2013)
- Ai no uzu, regia di Daisuke Miura (2014)
- Sanbun no ichi, regia di Hiroshi Shinagawa (2014)
- Tokyo Tribe, regia di Sion Sono (2014)
- Fûja, regia di Izô Hashimoto (2014)
- Z airando, regia di Hiroshi Shinagawa (2015)
- Silence, regia di Martin Scorsese (2016)
- Arî kyatto, regia di Hideo Sakaki (2017)
- First Love, regia di Yukihiko Tsutsumi (2021)
- DIVOC-12, registi vari (2021)
- Zen'in seppuku, regia di Toshiaki Toyoda (2021)
- Sin Clock, regia di Kenji Maki (2023)
- Sweet My Home, regia di Takumi Saitō (2023)
- Jiren o koeru Trascending Dimensions, regia di Toshiaki Toyoda (2024)

### Televisione
- Soshite, tomodachi (2000)
- Tengoku ni ichiban chikai otoko special (2000)

### Serie TV
- Hen (1994) - Ryûichi Kobayashi
- GTO: Great Teacher Onizuka – serie TV, 12 episodi (1998) - Kikuchi Yoshito
- Lipstick (1999) - Kouki Makimura
- Omiai Kekkon (2000) - Jun'ichi Oohata
- Ikebukuro West Gate park – serie TV, 11 episodi (2000) - Takashi
- Tengoku ni ichiban chikai otoko (2001) - Yuki Satoru
- Strawberry on the Shortcake – serie TV, 10 episodi (2001) - Saeki Tetsuya
- Rongu rabu retâ: Hyôryû kyôshitsu (2002) - Akio Asami
- Giri / Haji - Dovere / Vergogna - serie TV (2019-in corso) - Yuto Mori
- Phoenix: Eden17 - webserie (2023) - George (voce)

## Doppiatori italiani
- Simone Crisari in Giri / Haji - Dovere / Vergogna

## Premi e candidature
- Festival international du film de Marrakech 2002 - Miglior attore per Go (film)